# Glenn Freemantle
Glenn Freemantle é um sonoplasta britânico. Venceu o Oscar de melhor edição de som na edição de 2014 por Gravity; além de ter sido indicado por Slumdog Millionaire.